# Mervelier
Mervelier (toponimo francese; in tedesco Morschwil, desueto) è un comune svizzero di 490 abitanti del Canton Giura, nel distretto di Delémont.

## Monumenti e luoghi d'interesse

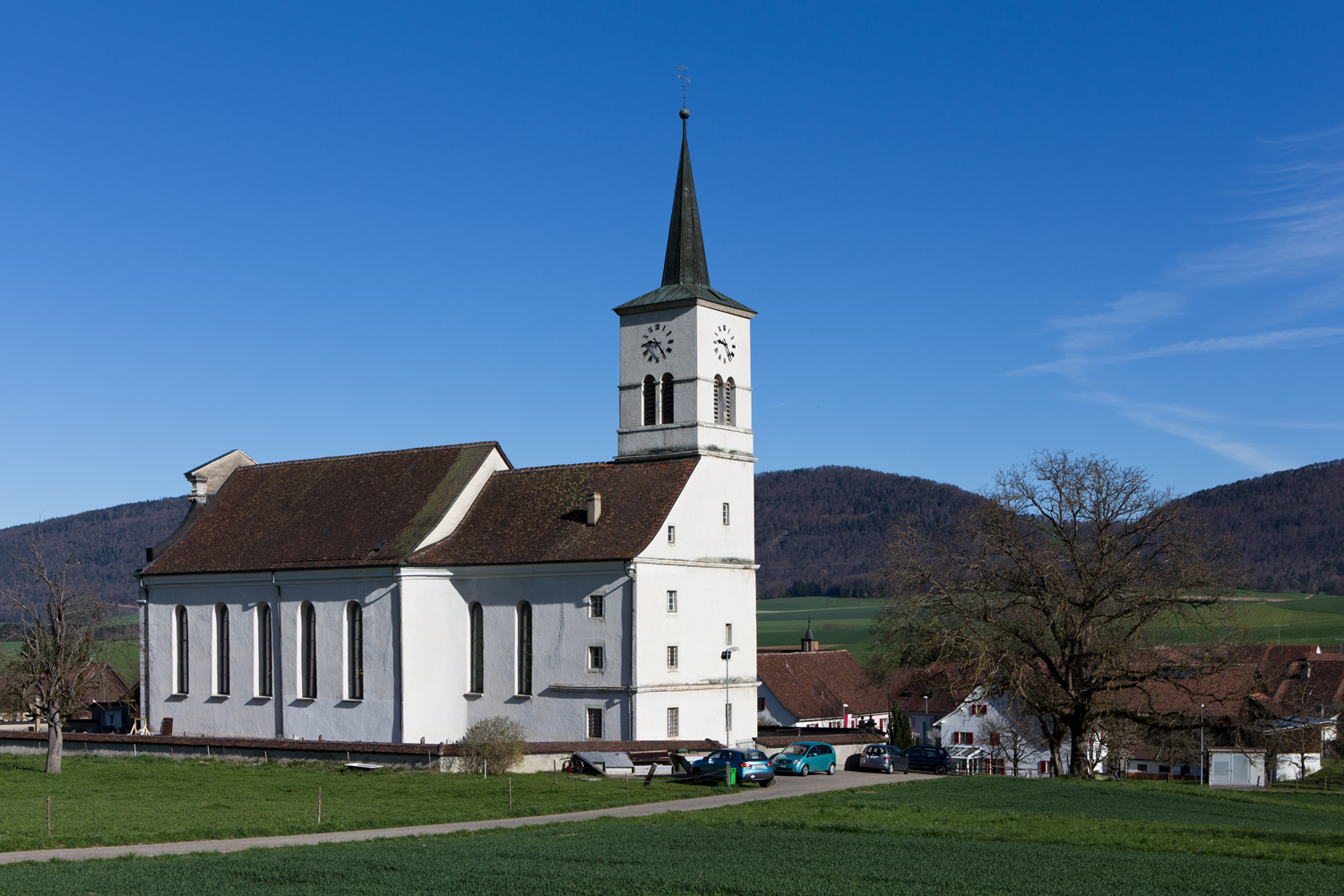
La chiesa di San Remigio

- Chiesa cattolica di San Remigio, eretta nel 1770-1772[1].

## Società

### Evoluzione demografica
L'evoluzione demografica è riportata nella seguente tabella:
Abitanti censiti

## Amministrazione
Dal 1853 comune politico e comune patriziale sono uniti nella forma del commune mixte.